# 俄罗斯对Telegram的封锁

世界上封锁telegram的国家
完全封锁
部分封锁(部分ISP或音频流量)

俄罗斯对Telegram的封锁 是指俄罗斯联邦限制访问Telegram。该限制的过程技术上开始于2018年4月16日。 封锁导致许多第三方服务停止运行，但事实上Telegram在俄罗斯依然可用。2020年6月19日官方正式解除封锁。

## 背景
2018 年 7 月 1 日，俄罗斯的Yarovaya法生效，此法律要求电信运营商将用户所有的消息保存半年，并保留互联网流量 30 天。 
莫斯科 Meschansky 法院认为，根据Yarovaya法，Telegram 必须保存所有用户的加密密钥，并应要求将其提供给联邦安全局。   Telegram 管理层则坚持认为，这一要求在技术上是不切实际的，因为私密聊天的密钥存储在用户的设备上，不属于 Telegram 。  Telegram 的联合创始人帕维尔·杜罗夫 表示FSB 的要求侵犯了俄罗斯宪法赋予公民对通信隐私的权利。 
2018年4月13日，莫斯科 Tagansky 地方法院判决封锁 Telegram，判决立即生效。 Telegram向俄罗斯最高法院提出上诉，但被驳回。
2020 年 4 月，俄罗斯政府开始用被封锁的 Telegram 传播COVID-19 爆发的相关信息。
2020 年 6 月 18 日， 俄罗斯联邦通信、信息技术和大众传媒监督局在进行“帮助进行极端主义的调查”后解除了对 Telegram 的禁令。 原令的法院裁决仍然有效，因此解除禁令是非法的。

## 法院和当事人的法律地位
联邦安全局和Telegram之间的冲突早在Yarovaya法生效之前就开始了。 2017年9月，联邦安全局就telegram不履行Yarovaya法提起诉讼。 2017年10月，法院判决对Telegram罚款80万卢布. 由于Telegram不提供密钥，6名恐怖分子进行了一场恐怖活动。Telegram创始人之一的帕维尔·杜罗夫发表声明，即使FSB的请求是为了逮捕六名恐怖分子，Telegram也无法提供密钥，因为FSB所关注的手机号码要么从未注册Telegram账号，要么因为不活跃而被删除。 与此同时，FSB要求Telegram提供一种用来访问任何用户的通信的技术
根据帕维尔·杜罗夫的说法，FSB 的要求是不可行的：
In addition to the fact that the requirements of the FSB are not technically feasible, they contradict Article 23 of the Constitution of the Russian Federation : "Everyone has the right to privacy of correspondence, telephone conversations, postal, telegraphic and other communications".
If the FSB had confined itself to requesting information about several terrorists, its demand would fit in with the Constitution. However, we are talking about the transfer of universal encryption keys for the purpose of subsequent uncontrolled access to the correspondence of an unlimited circle of persons.
2017 年 10 月 16 日帕维尔·杜罗夫呼吁愿意在法庭上代表 Telegram 的律师上诉。 两天后，杜罗夫表示，他收到了200 份来自律师申请，他最终选择了跨地区人权组织协会“Agora”代表 Telegram 出庭。 
2018 年 3 月 20 日，俄罗斯最高法院驳回了Telegram向FSB提起的诉讼。俄罗斯监管机构Roskomnadzor表示，通讯服务商有15天的时间向安全机构提供所需信息。  FSB 为其立场辩护，称向 FSB 提供解密信息的技术并不会违反法律程序，就像获得法院规则以解读特定信息。 
4 月 13 日，莫斯科的 Tagansky 地方法院裁定在俄罗斯境内封禁 Telegram，因为其未能向 FSB 提供加密密钥。 

## 抗议行动
2018年4月22日，也就是Telegram被封禁的第七天，俄罗斯多个城市举行了“支持自由互联网行动”。俄罗斯居民从屋顶投掷纸飞机（Telegram的象征）。抗议计划于 4 月 22 日上午举行。 Telegram 的创始人之一的帕维尔·杜罗夫支持这一行动，但让参与者在投掷纸飞机后一小时内回收纸飞机。 

2018 年 4 月 30 日，莫斯科市中心举行了一场支持 Telegram 的行动，超过12,000人参加。 

2018年4月30日的抗议行动
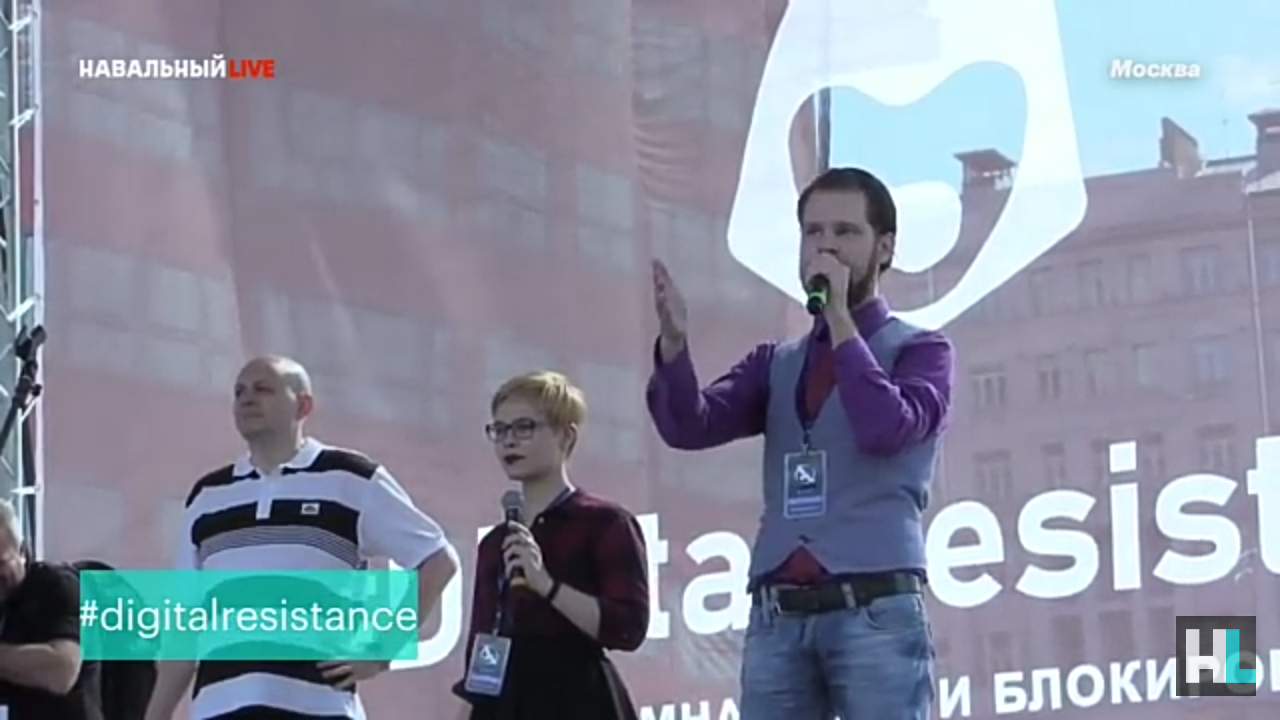
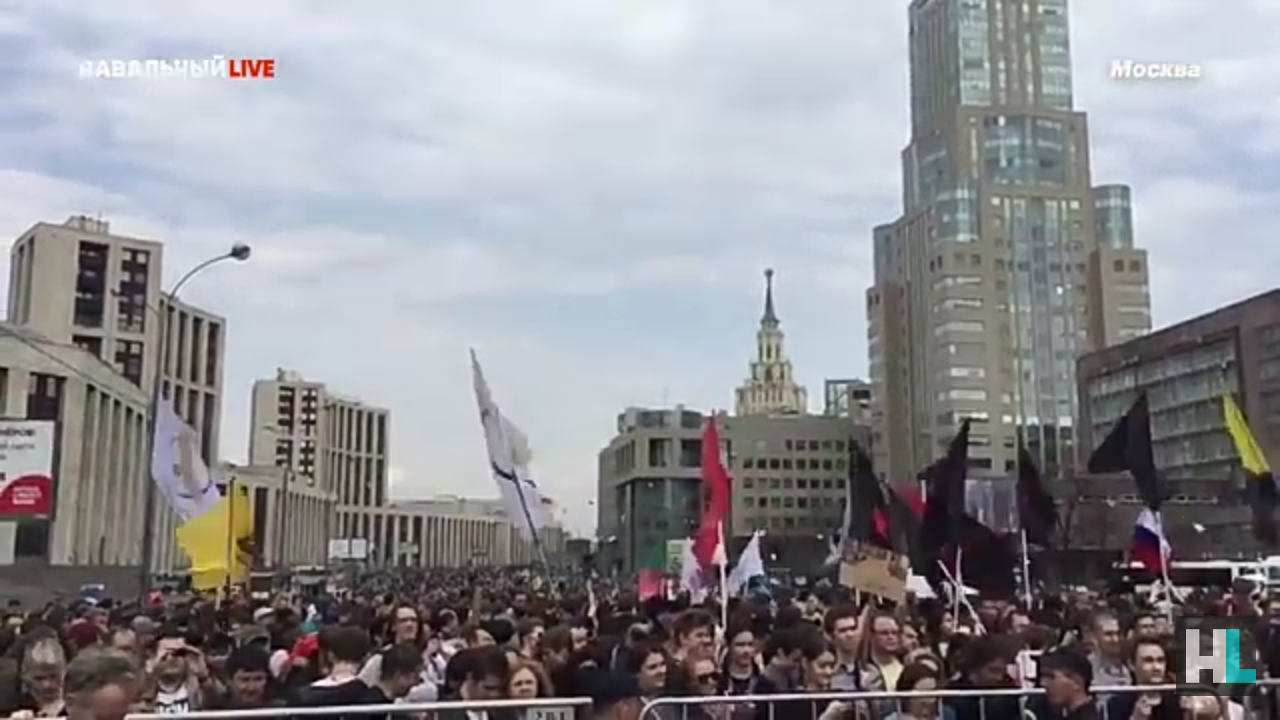
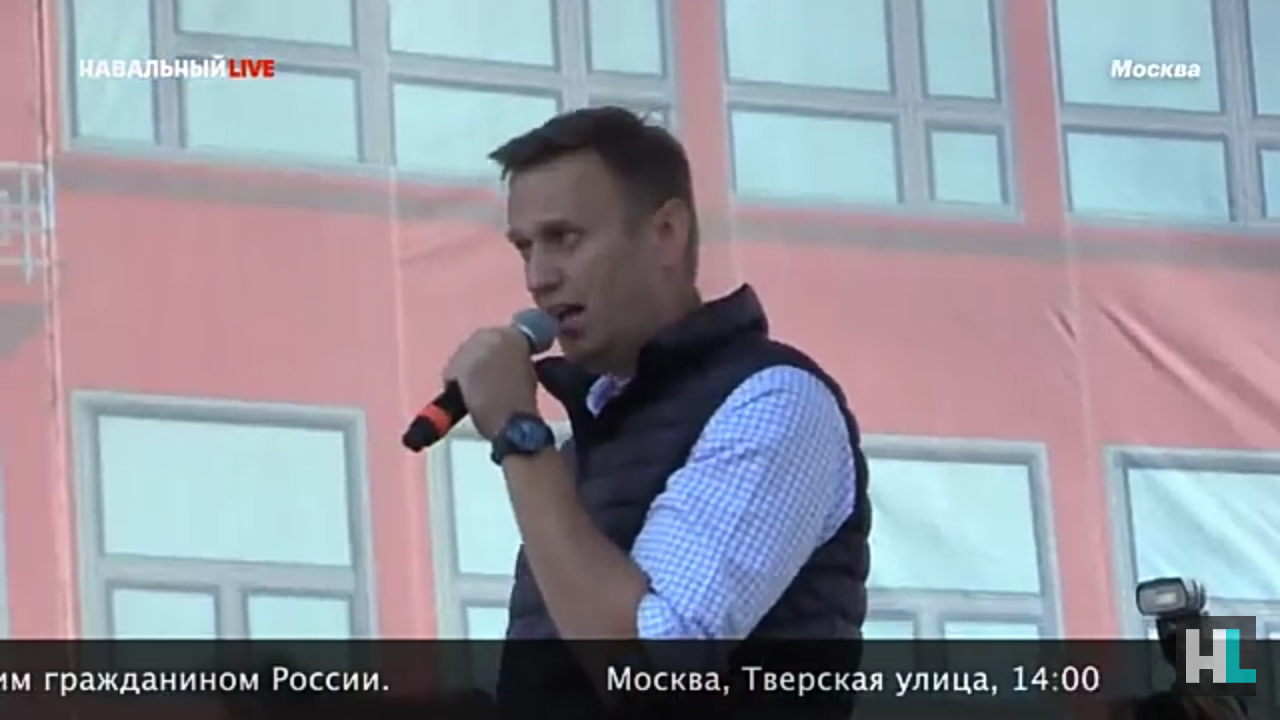

## 引用
1. ↑  . ТАСС.   [2018-05-19]. （原始内容存档于2018-08-03） （俄语）.
2. ↑  .   [2022-02-10]. （原始内容存档于2022-03-08）.
3. ↑   (PDF).   [2022-02-10]. （原始内容 (PDF)存档于2018-04-04）.
4. ↑   (PDF).   [2022-02-10]. （原始内容 (PDF)存档于2018-04-14）.
5. ↑  .   [2022-02-10]. （原始内容存档于2018-11-28）.
6. ↑  .   [2022-02-10]. （原始内容存档于2018-05-05）.
7. ↑  . Meduza. 2018-04-13  [2020-06-19]. （原始内容存档于2022-02-10）.
8. ↑  . TASS. 2018-04-16  [2020-06-19]. （原始内容存档于2022-05-26）.
9. ↑  . Bloomberg_News. 2018-04-20  [2020-06-19]. （原始内容存档于2020-11-27）.
10. ↑  . 2020-06-18  [2022-02-10]. （原始内容存档于2020-11-07）.
11. ↑  .   [2022-02-10]. （原始内容存档于2022-04-04）.
12. ↑  .   [2022-02-10]. （原始内容存档于2022-02-10）.
13. ↑  . NEWSru.com. 2018-05-19  [2018-05-19]. （原始内容存档于2019-02-05） （俄语）.
14. ↑  . ТАСС.   [2018-05-19]. （原始内容存档于2018-08-07） （俄语）.
15. ↑  ntv.ru. . НТВ. 2017-10-16  [2018-05-19]. （原始内容存档于2022-02-11） （俄语）.
16. ↑  . Telegram.   [2018-05-19]. （原始内容存档于2018-05-09）.
17. ↑  tass.ru. . TASS. 2018-05-08  [Dec 3, 2018]. （原始内容存档于2018-07-23） （俄语）.
18. ↑  .   [2022-02-11]. （原始内容存档于2019-01-29）.
19. ↑  Human Rights Law Firm to Defend Telegram in Government Encryption Row
20. 1 2  .   [2022-02-11]. （原始内容存档于2022-04-17）.
21. ↑   (PDF). Agora. October 16, 2017  [Dec 3, 2018]. （原始内容 (PDF)存档于2021-09-07） （俄语）.
22. ↑  . Meduza. 2018-04-22  [2018-05-19]. （原始内容存档于2018-05-01） （柯尔克孜语）.
23. ↑  . republic.ru.   [2018-05-19]. （原始内容存档于2018-05-01） （俄语）.